# Озд (село)
Озд (рум. Ozd) — село у повіті Муреш в Румунії. Входить до складу комуни Бікіш.
Село розташоване на відстані 263 км на північний захід від Бухареста, 39 км на південний захід від Тиргу-Муреша, 61 км на південний схід від Клуж-Напоки, 139 км на північний захід від Брашова.

## Населення
За даними перепису населення 2002 року у селі проживали 413 осіб.
Національний склад населення села:
| Національність | Кількість осіб | Відсоток |
| -------------- | -------------- | -------- |
| угорці         | 368            | 89,1%    |
| цигани         | 26             | 6,3%     |
| румуни         | 19             | 4,6%     |

Рідною мовою назвали:
| Мова      | Кількість осіб | Відсоток |
| --------- | -------------- | -------- |
| угорська  | 373            | 90,3%    |
| румунська | 39             | 9,4%     |